# وزارت دادگستری (اسرائیل)
وزارت دادگستری (عبری: מִשְׂרָד הַמִשְׁפָּטִים‎ Misrad Hamishpatim ; عربی: وزارة العدل) وزارت دولت اسرائیل است که بر سیستم قضایی اسرائیل نظارت دارد. از ۱۳ ژوئن ۲۰۲۱، وزیر دادگستری اسرائیل گیدون سعار است.

## تاریخچه
اداره‌ی مذکور با تشکیل دولت موقت در سال ۱۹۴۸ تأسیس شد. نخستین وزیری که در این اداره ریاست می‌کرد، پینحاس روزن بود و در آغاز فعالیت این اداره، تنها سه نفر کارمند داشت. هدف اولیه این اداره، ایجاد پیوستگی در فعالیت نهادهای حقوقی اساسی در طول دورهٔ انتقال از حکومت بریتانیا بود. به ویژه، نیاز به پر کردن مقامات داوران در دیوان‌ها بود، زیرا داوران بریتانیایی و عرب کشور را ترک کرده بودند. منصوب کردن اولین داوران دیوان عالی به عنوان یک دیوان اسرائیلی، توسط دولت موقت و شورای دولت موقت در ماه ژوئیهٔ همان سال تأیید شد. در سال ۱۹۴۸، اداره‌ی نگهداری عمومی نیز تأسیس شد.
یک هدف دیگری که در سال‌های اولیهٔ تشکیل دولت اسرائیل بر جلوهای وزرای وزارت قضا ایستاده بود، شکل دادن به قوانین اسرائیلی بود که به جای سیستم‌های حقوقی عثمانی و مشروطه جایگزین شوند. با این حال، اتصال به حقوق بریتانیا تنها در سال ۱۹۸۰، با تصویب قانون پایه‌های حقوق، که بخشی از وعده پادشاه در شورای اراضی اسرائیل را لغو کرد و بیان می‌کرد که در صورت عدم تعیین مقررات در قانون محلی، دیوان‌ها باید بر اساس قانون عمومی و قوانین اخلاقی حکم صادر کنند، قطع شد. همچنین، حتی در حال حاضر، بیش از ۷۰ سال پس از تأسیس دولت اسرائیل، قوانینی که توسط مجلس مشروطه تصویب شده یا نسخه‌های جدید از این قوانین (مانند آرایهٔ تضامن، آرایهٔ شواهد یا آرایهٔ شهرداری‌ها) همچنان به قوت خود باقی مانده‌اند. آخرین قطعهٔ قانون عثمانی، مجلا، در سال ۱۹۸۴ منسوخ شد.
در سال ۱۹۴۹، اداره شامل سه بخش اصلی بود: مشاوره، قانون‌گذاری و وکالت. همچنین اداره شامل بخشهای اجرایی بود: دفتر ثبت املاک، نگهبان عمومی و ثبت عمومی. ۵۰۶ نفر در این اداره مشغول به کار بودند. در آوریل ۱۹۴۹، دفتر دادستان و ثبت عمومی به اورشلیم منتقل شدند.

## فهرست وزرا
وزیر دادگستری (عبری: שַׂר הַמִשְׁפָּטִים‎، سر همیشپاتیم) رئیس سیاسی این وزارت است. برخلاف سایر وزارتخانه‌ها، هرگز معاون وزیر وجود ندارد.
| #  | وزیر               | حزب                                       | دولت                                 | آغاز دوره       | پایان دوره     | توضیحات            |
| ۱  | بنحاس روزن         | حزب پیشرو (اسرائیل)                       | دولت موقت، نخست و دوم                | ۱۴ مه ۱۹۴۸      | ۸ اکتبر ۱۹۵۱   |                    |
| ۲  | دوف یوسف           | ماپای                                     | دولت سوم                             | ۸ اکتبر ۱۹۵۱    | ۲۵ ژوئن ۱۹۵۲   |                    |
| ۳  | حاییم کوهن         | -                                         | دولت سوم                             | ۲۵ ژوئن ۱۹۵۲    | ۲۴ دسامبر ۱۹۵۲ |                    |
| –  | بنحاس روزن         | حزب مترقی (اسرائیل)                       | دولت چهارم، پنجم، ششم و هفتم         | ۲۴ دسامبر ۱۹۵۲  | ۱۳ فوریه ۱۹۵۶  |                    |
| ۴  | دیوید بن گوریون    | ماپای                                     | دولت هفتم                            | ۱۳ فوریه ۱۹۵۶   | ۲۸ فوریه ۱۹۵۶  | در اختیار نخست‌وزیر |
| –  | بنحاس روزن         | حزب پیشرو (اسرائیل)، حزب لیبرال (اسرائیل) | دولت هفتم، هشتم و نهم                | ۲۸ فوریه ۱۹۵۶   | ۲ نوامبر ۱۹۶۱  |                    |
| –  | دوف یوسف           | ماپای                                     | دولت دهم، یازدهم و دوازدهم           | ۲ نوامبر ۱۹۶۱   | ۱۲ ژانویه ۱۹۶۶ |                    |
| ۵  | یاکوب شمشون شاپیرا | ماپای                                     | دولت سیزدهم، چهارده و پانزدهم        | ۱۲ ژانویه ۱۹۶۶  | ۱۳ ژوئن ۱۹۷۲   |                    |
| –  | یاکوب شمشون شاپیرا | ماپای                                     | دولت پانزدهم                         | ۱۲ سپتامبر ۱۹۷۲ | ۱ نوامبر ۱۹۷۳  |                    |
| ۶  | حاییم یوسف صادوق   | حزب همسویی (اسرائیل)                      | دولت شانزدهم و هفدهم                 | ۱۰ مارس ۱۹۷۴    | ۲۰ ژوئن ۱۹۷۷   |                    |
| ۷  | مناخم بگین         | لیکود                                     | دولت هجدهم                           | ۲۰ ژوئن ۱۹۷۷    | ۲۴ اکتبر ۱۹۷۷  | در اختیار نخست‌وزیر |
| ۸  | شمویل تمیر         | جنبش دموکراتیک برای تغییر                 | دولت هجدهم                           | ۲۰ ژوئن ۱۹۷۷    | ۵ اوت ۱۹۸۰     |                    |
| ۹  | موشیه نسیم         | لیکود                                     | دولت هجدهم، نوزدهم، بیستم و بیست‌ویکم | ۱۳ اوت ۱۹۸۰     | ۱۶ آوریل ۱۹۸۶  |                    |
| ۱۰ | ایزاک موداعی       | لیکود                                     | دولت بیست‌ویکم                        | ۱۶ آوریل ۱۹۸۶   | ۲۳ ژوئیه ۱۹۸۶  |                    |
| ۱۱ | اوراهام شاریر      | لیکود                                     | دولت بیست‌ویکم و بیست‌ودوم             | ۳۰ ژوئیه        | ۲۲ دسامبر ۱۹۸۸ |                    |
| ۱۲ | دان مریدور         | لیکود                                     | دولت بیست‌وسوم و بیست‌وچهارم           | ۲۲ دسامبر ۱۹۸۸  | ۱۳ ژوئیه ۱۹۹۲  |                    |
| ۱۳ | داوید لیبای        | حزب کارگر                                 | بیست‌وپنجم و بیست‌وششم                 | ۱۳ ژوئیه ۱۹۹۲   | ۱۸ ژوئن ۱۹۹۶   |                    |
| ۱۴ | یاکوف نئمان        | -                                         | دولت بیست‌وهفتم                       | ۱۸ ژوئن ۱۹۹۶    | ۴ سپتامبر ۱۹۹۶ |                    |
| ۱۵ | بنیامین نتانیاهو   | لیکود                                     | دولت بیست‌وهفتم                       | ۱۸ ژوئن ۱۹۹۶    | ۱۰ اوت ۱۹۹۶    | در اختیار نخست‌وزیر |
| ۱۶ | تساحی هنغبی        | لیکود                                     | دولت بیست‌وهفتم                       | ۴ سپتامبر ۱۹۹۶  | ۶ ژوئیه ۱۹۹۹   |                    |
| ۱۷ | یوسی بیلین         | حزب یک اسرائیل                            | دولت بیست‌وهشتم                       | ۶ ژوئیه ۱۹۹۹    | ۷ مارس ۲۰۰۱    |                    |
| ۱۸ | مئیر شطریت         | لیکود                                     | دولت بیست‌ونهم                        | ۷ مارس ۲۰۰۱     | ۲۸ فوریه ۲۰۰۳  |                    |
| ۱۹ | تامید لاپید        | حزب شینویی                                | دولت سی‌ام                            | ۲۸ فوریه ۲۰۰۳   | ۴ دسامبر ۲۰۰۴  |                    |
| ۲۰ | تسیبی لیونی        | حزب لیکود، حزب کادیما                     | دولت سی‌ام                            | ۵ دسامبر ۲۰۰۴   | ۴ مه ۲۰۰۶      |                    |
| ۲۱ | حاییم رامون        | حزب کادیما                                | دولت سی‌ویکم                          | ۴ مه ۲۰۰۶       | ۲۲ اوت ۲۰۰۶    |                    |
| –  | مئیر شطریت         | حزب کادیما                                | دولت سی‌ویکم                          | ۲۳ اوت ۲۰۰۶     | ۲۹ نوامبر ۲۰۰۶ | سرپرست             |
| –  | تزیپی لیونی        | حزب کادیما                                | دولت سی‌ویکم                          | ۲۹ نوامبر ۲۰۰۶  | ۷ فوریه ۲۰۰۷   |                    |
| ۲۲ | دنیل فریدمن        | -                                         | دولت سی‌ویکم                          | ۷ فوریه ۲۰۰۷    | ۳۱ مارس ۲۰۰۹   |                    |
| –  | یاکوف نئمان        | -                                         | دولت سی‌ودوم                          | ۳۱ مارس ۲۰۰۹    | ۱۸ مارس ۲۰۱۳   |                    |
| –  | تزیپی لیونی        | حزب هاتنوعا                               | دولت سی‌وسوم                          | ۱۸ مارس ۲۰۱۳    | ۴ دسامبر ۲۰۱۴  |                    |
| ۲۳ | آیلت شایکد         | حزب خانهٔ یهودی، حزب راستِ نو (اسرائیل)     | دولت سی‌وچهارم                        | ۱۴ مه ۲۰۱۵      | ۲ ژوئن ۲۰۱۹    |                    |
| ۲۴ | امیر اوهانا        | لیکود                                     | دولت سی‌وچهارم                        | ۵ ژوئن ۲۰۱۹     | ۱۷ مه ۲۰۲۰     |                    |
| ۲۵ | اوی نیسنیکورن      | حزب انعطاف، آبی و سفید                    | دولت سی‌وپنجم                         | ۱۷ مه ۲۰۲۰      | ۱ ژانویه ۲۰۲۱  |                    |
| –  | بنی گانتس          | حزب انعطاف، آبی و سفید                    | دولت سی‌وپنجم                         | ۱ ژانویه ۲۰۲۱   | ۱ آوریل ۲۰۲۱   | سرپرست             |
| ۲۶ | بنی گانتس          | حزب انعطاف، آبی و سفید                    | دولت سی‌وپنجم                         | ۲۸ آوریل ۲۰۲۱   | ۱۳ ژوئن ۲۰۲۱   |                    |
| ۲۷ | گیدون سعار         | امید جدید (اسرائیل)                       | دولت سی‌وششم                          | ۱۳ ژوئن ۲۰۲۱    | -              |                    |